# Psychohistorik
Psychohistorik (englisch: Psychohistory, nicht zu verwechseln mit Psychohistorie, einer Wissenschaft, die historische Vorgänge mittels Psychologie untersucht) ist eine deutschsprachige Bezeichnung für eine fiktive Wissenschaft, die in mehreren Romanen des US-amerikanischen Autors Isaac Asimov von entscheidender Bedeutung ist. In Asimovs Büchern ermöglicht sie auf der Basis mathematischer, statistischer und soziologischer Verfahren allgemeine und dennoch präzise Voraussagen über das zukünftige Verhalten großer Gruppen von Menschen.

## Foundation-Zyklus
Asimov konstruierte die Psychohistorik in seinen Science-Fiction-Romanen des Foundation-Zyklus als soziologisch-mathematische Wissenschaft, mittels derer der Niedergang des Galaktischen Imperiums vorhergesagt und ein Plan entwickelt werden konnte, um die Zeit des Interregnums zwischen dem alten und einem künftigen galaktischen Imperium zu verkürzen. Das Konzept wurde zunächst in fünf Kurzgeschichten (1942–1944) eingeführt, die im Jahr 1951 als Roman Foundation zusammengeführt wurden.
In den entsprechenden Romanen ist es der Mathematiker Hari Seldon, der die Psychohistorik entwickelt und zu ihrer Blüte führt. Er berechnet, dass das seit ungefähr 12.000 Jahren bestehende galaktische Imperium der Menschheit wenige Jahrhunderte später zusammenbrechen wird. Das darauf folgende Interregnum in Chaos und Barbarei würde seinen Berechnungen nach 30.000 Jahre dauern, bis sich schließlich ein zweites galaktisches Reich der Menschheit etablieren kann.
Seldon warnt die Machthaber des Imperiums vor dem drohenden Zusammenbruch, findet aber aufgrund des misstrauischen und von Erstarren der Initiative geprägten Zeitgeistes kein Gehör. Stattdessen fällt er in Ungnade und bewirkt durch sein Verhalten, dass ihm die imperiale Regierung ein Ultimatum stellt: Er könne entweder hingerichtet werden oder mit seinem gesamten psychohistorischen Forschungsprojekt in die Verbannung auf einen Planeten am Rande der bewohnten Galaxie umsiedeln.
Seldon hatte diese Reaktion der imperialen Regierung mit Hilfe der Psychohistorik vorausberechnet. Das Exil war fixer Bestandteil seines Planes. Unter dem Vorwand der Erstellung der Encyclopaedia Galactica und des Ultimatums der imperialen Regierung überzeugt Seldon die Naturwissenschaftler des Projekts und ihre Angehörigen von der Notwendigkeit ihrer Umsiedlung auf den Planeten Terminus. Aus dieser wissenschaftlichen Keimzelle entsteht im Verlauf der Jahrhunderte das Foundation-Reich, das schließlich große Teile der galaktischen Außenbereiche beherrscht, aus denen sich das zerbröckelnde galaktische Imperium zurückgezogen hat.
Kern von Seldons Projekt sind die im Untergrund auf dem Planeten Trantor (Regierungssitz des galaktischen Imperiums) verbliebenen Geisteswissenschaftler, die im Laufe der Zeit die galaktische Geschichte der Menschheit mittels der Psychohistorik beeinflussen und lenken. Asimov gab dieser Gruppe Wissenschaftler den Namen „Second Foundation“ (Dtsch. „Zweite Foundation“). Im Gegensatz zu den Wissenschaftlern auf Terminus, deren Arbeit die politische Kontrolle galaktischer Territorien bezweckte und bewirkte, konzentrierte sich die Aufmerksamkeit der auf Trantor zurückgebliebenen Wissenschaftler auf die Erforschung und Beherrschung des menschlichen Bewusstseins beziehungsweise Geistes.

## Grundlagen
Asimovs Psychohistorik basiert laut Michael F. Flynn neben der Psychologie auf Konzepten der Gaskinetik beziehungsweise der statistischen Mechanik.
In der Psychohistorik wird demnach jedes einzelne Individuum analog zu einem Gasmolekül betrachtet, das verschiedene „individuelle“ Zustände einnehmen kann. Weil das zukünftige Verhalten eines einzelnen Individuums nicht präzise vorausgesagt werden kann, sondern jeweils nur eine gewisse Wahrscheinlichkeit für jedes mögliche Verhaltensmuster, wird „nur“ das Verhalten genügend großer Gruppen von Menschen, wie beispielsweise die gesamte Bevölkerung eines Planeten, berechnet. Asimov zog eine Analogie zu Eigenschaften von Gasmolekülen: Hier könne ein Beobachter kaum die Bewegungsrichtung eines einzelnen Gasmoleküls berechnen. Die Bewegungsrichtung großer Mengen von Gasmolekülen, zum Beispiel hinsichtlich ihrer Geschwindigkeit oder ihrer Verteilung, könne jedoch mit hoher Wahrscheinlichkeit berechnet werden.
Die fiktive Psychohistorik von Asimov basiert auf der Annahme, dass mittels empirischer statistisch auswertbarer Gesetzmäßigkeiten der allgemeine Verlauf künftiger gesellschaftlicher Entwicklungen berechnet werden kann. Aufgrund dessen wird in der Psychohistorik davon ausgegangen, dass mit genügend Zeit und Aufwand auch das Verhalten von Bevölkerungsgruppen so beeinflusst und gesteuert werden kann, dass eine beabsichtigte Entwicklungsrichtung allmählich herbeiführbar ist. Gemäß der Psychohistorik ist die Voraussetzung für die Wirksamkeit der Beeinflussung, dass die einzelnen Individuen einer gegebenen Population nicht wissen, welcherart der Einfluss ist, der auf sie ausgeübt wird. Wüssten sie darum, hätte dies die Zahl der möglichen Entscheidungsalternativen zu groß werden lassen, so dass die statistische Wahrscheinlichkeit des Eintritts der beabsichtigten Entwicklung zu gering geworden wäre. Aus diesem Grund befanden sich in der ursprünglichen Wissenschaftler-Kolonie auf Terminus außer Alurin keine Psychologen. Letzterer war in das Projekt eingeweiht und vermittelte der Gruppe daher nur rudimentäre Psychologiekenntnisse.

## Axiome
Hari Seldon führte für die Psychohistorik zwei Axiome ein:
- die Größe der Bevölkerungsgruppe, deren Verhalten modelliert werden soll, muss ausreichend groß sein
- die Bevölkerungsgruppe muss in Unkenntnis über die Ergebnisse der psychohistorischen Analyse bleiben

Ein drittes zugrunde liegendes Axiom wurde als trivial angesehen und somit nicht explizit postuliert:
- der Mensch ist die einzige intelligente Lebensform in der Galaxis.

## Der Primärradiant
Der Primärradiant ist ein Gerät, mit dem die psychohistorischen Formeln und Gleichungen zur Vorhersage der künftigen Entwicklungen visuell dargestellt werden können. Gleich einem Beamer werden die Formeln in nicht näher erklärter Art beispielsweise an Wänden oder im Raum dargestellt, die Interaktion findet mittels gedanklicher Kontrolle des Primärradianten statt. So kann die Darstellung unter anderem vergrößert oder gedreht, die Formeln bearbeitet und Anmerkungen eingefügt werden. Grundsätzlich bleiben alle Änderungen anonym.
Ein neuer Student, der für die künftige Teilhabe am Projekt vorhergesehen ist, muss eigene Zusätze zum psychohistorischen Plan einführen und gegen eine strenge Überprüfung seitens fünf unterschiedlicher Kommissionen, die die zugrunde liegenden mathematischen Formeln rigoros prüfen, verteidigen. Nach zwei Jahren findet eine erneute Überprüfung statt. Nach ihrem erfolgreichen Bestehen wird der Zusatz schließlich eingefügt.
Der Primärradiant stellt Formeln und Gleichungen mit einer farbigen Codierung dar, um den Psychohistorikern eine schnelle Interpretation zu ermöglichen.
- Seldon Black entspricht dem ursprünglichen, von Seldon und Amaryl während der ersten vier Jahrzehnte an der Universität von Streeling entwickelten Plan. Hier werden die so genannten Seldon-Krisen, die Dauer des Plans und das Erscheinen des zweiten Galaktischen Imperiums festgelegt.
- Speaker Red sind die nach Seldons Tod von den führenden Psychohistorikern der Zweiten Foundation hinzugefügten Zusätze. Hiermit begann vermutlich Gaal Dornick als zweiter Erster Sprecher der Foundation.
- Deviation Blue sind beobachtete Abweichungen von den psychohistorischen Projektionen, mit einer Standardabweichung größer als 1,5 gegenüber dem vorhergesagten Ergebnis (1,5 σ). Insbesondere das Erscheinen eines „Maultier“ genannten Mutanten, der fähig war, Gefühle von Menschen mental zu kontrollieren, erzeugte starke Abweichungen zwischen 0,5 bis zehn Sigmas gegenüber dem ursprünglichen Plan. Um die galaktische Entwicklung wieder dem Seldon-Plan anzugleichen, bedurfte es eines vollen Jahrhunderts Arbeit der Zweiten Foundation.

Von Fans wurden die folgenden, weiteren Farben erfunden, die von Asimov erwähnt werden:
- Notation Green: Zusätze durch einschlägige wissenschaftliche Arbeiten (Forward the Foundation).
- Projection Purple: eine nützliche und in späteren Zeiten für Lehrzwecke genutzte Darstellung, um die Grenzen von Speaker Red-Gleichungen aufzuzeigen (Forward the Foundation).